# Vesterålen
Vesterålen ( PRONÚNCIA) é um arquipélago da Noruega, localizado no Mar da Noruega, imediatamente a norte do arquipélago de Lofoten.
Pertence ao condado de Nordland.

Fazem parte deste arquipélago:
- Langøya (a terceira maior ilha da Noruega)
- Andøya
- Hadseløya
- A parte oeste de Hinnøya (a maior ilha da Noruega)
- A parte norte de Austvågøya

Tem uma área de 2510 km2, e uma população de 30 398 habitantes (2006).